# Melon oriental

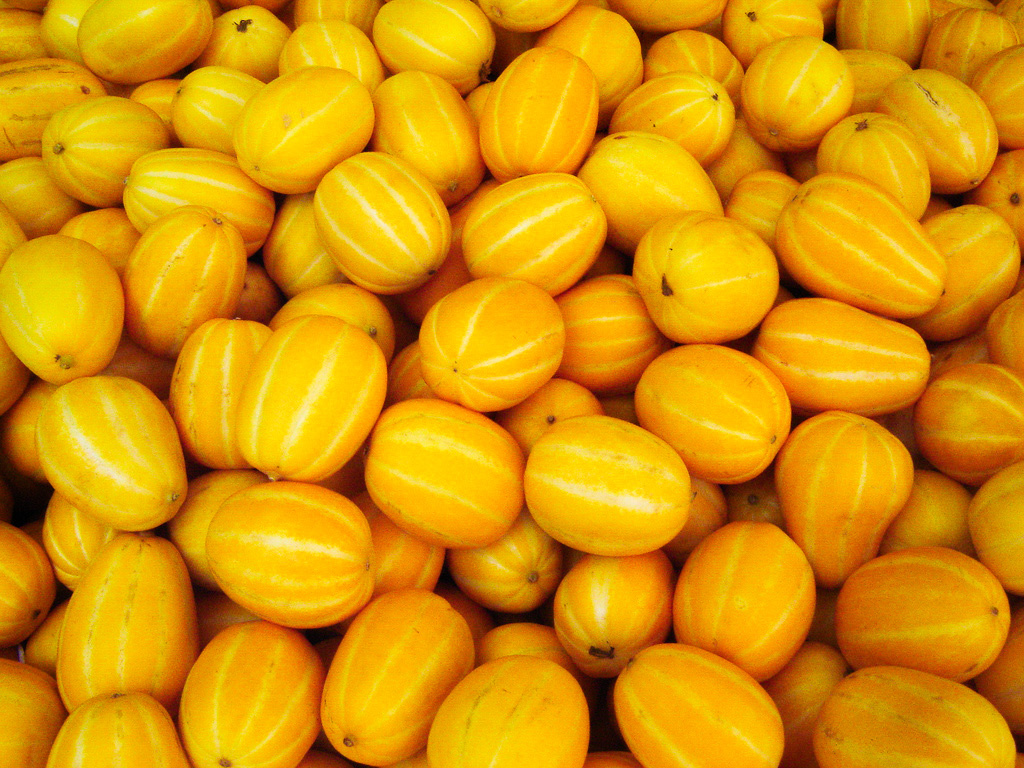
Fruits de melon oriental.

Le melon oriental ou melon coréen, également appelé Cantaloup du Japon, est un cultivar de melon cultivé en Asie de l'Est,,,.

## Contexte
Le mot coréen chamoe (coréen : 참외 prononcé : [tɕʰa.mwe]) est composé de mots: cham signifiant "vrai" ou "réel" et oe signifiant "concombre (melon)". On pense que le melon oriental a été introduit en Corée par la Chine au cours de la période des Trois Royaumes,. Le fruit a longtemps joui d'une popularité en Corée, où il est considéré comme le fruit représentatif de l'été. Les melons coréens sont généralement transformés en un plat d'accompagnement, calleed chamoe-jangajji, dans lequel ils sont marinés avec des épices.
En japonais, ils s'appellent makuwa uri (真桑瓜 [ma.kɯ̟.wa ɯ̟ɾi]). Des graines de melon orientales ont été trouvées dans des sites archéologiques de la période Jōmon, attestant de la longue histoire de la culture au Japon. Le nom de makuwa uri proviendrait du village de Makuwa, situé dans l'ancienne province de Mino (qui fait maintenant partie de Motosu, Gifu), qui est devenu célèbre au IIe siècle av. J.-C. pour ses melons orientaux de haute qualité. Ils étaient autrefois très répandus au Japon, car ils étaient si courants que le mot général uri (瓜), qui signifie gourde ou melon, en est venu à désigner spécifiquement le melon oriental,. À partir de 1925, lorsque les premiers cultivars de melon occidentaux ont été introduits, le melon oriental a commencé à perdre de la popularité parmi les consommateurs fortunés et, à la fin du XXe siècle, il était considéré comme un aliment paysan. Il est couramment utilisé comme offrande pendant le festival Bon, la période autour du festival étant considérée comme la meilleure période pour les récolter. Les melons immatures sont souvent transformés en différentes sortes de tsukemono (cornichons).
La plante a d'abord été classée comme "Cucumis melo L. var. makuwa" en 1928 par le botaniste japonais Tomitaro Makino,. Le nom botanique actuellement accepté est "Cucumis melo L. (Makuwa  Groupe)". Le nom proposé par Makino reste reconnu comme un synonyme,.

## Production
En 2017 en Corée du Sud, 41.943 hectares de terres ont été utilisés pour la culture, ce qui a permis de produire environ 166.281 tonnes de melons coréens. Le district de Seongju, dans la province du Gyeongsang du Nord, est réputé pour être le centre de la culture du melon coréen, ses fermes représentant 70% de la production totale du pays.

## Consommation
Les melons frais, à la peau fine et aux petites graines, peuvent être consommés entiers. Composés d'environ 90% d'eau, les melons coréens ont une sucrosité proche des variétés de melons occidentaux. La saveur est décrite comme un croisement entre un melon et un concombre.
Le fruit est largement consommé en Corée, où il est considéré comme un fruit d'été représentatif. Dans la cuisine coréenne, les melons sont souvent conservés pour être consommés en jangajji.

## Dans la culture
Les numéros 94 et 114 du Trésors nationaux de Corée du Sud sont sous la forme d'un melon coréen.

## Galerie

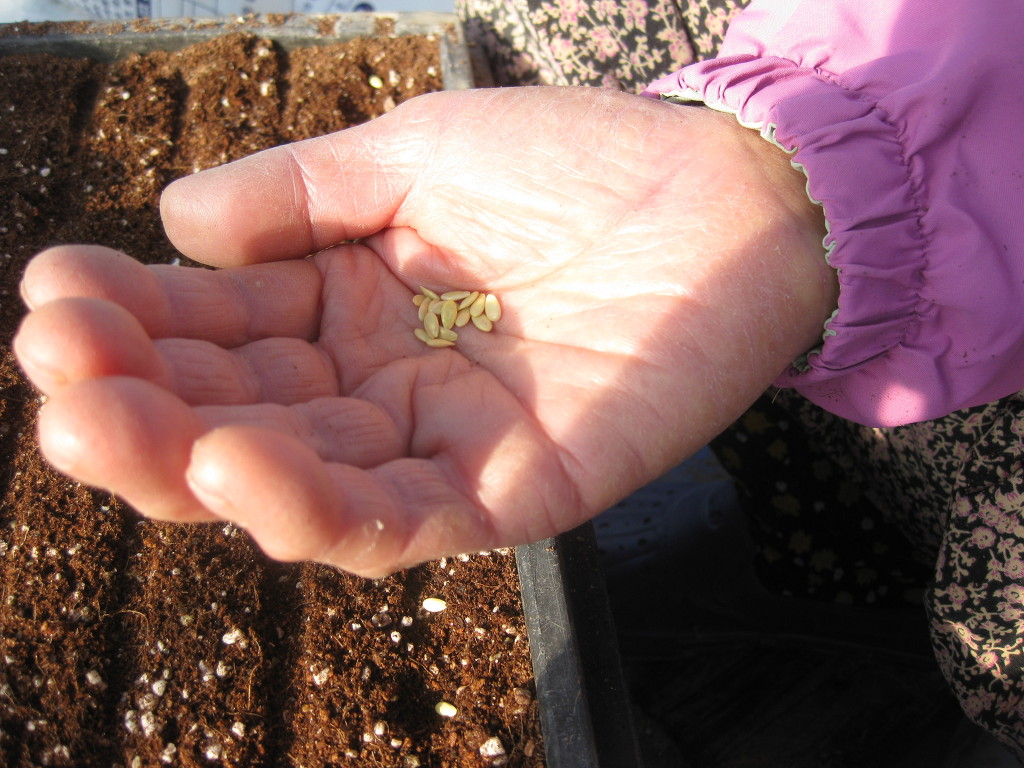
Des graines
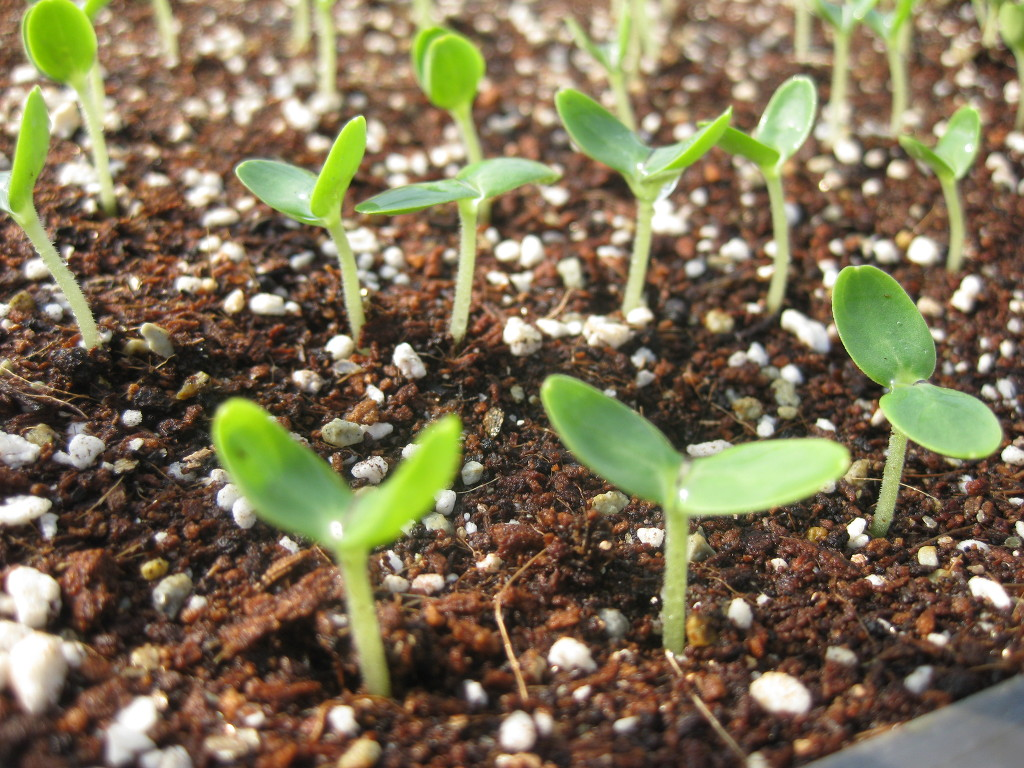
Les semis (6 jours)
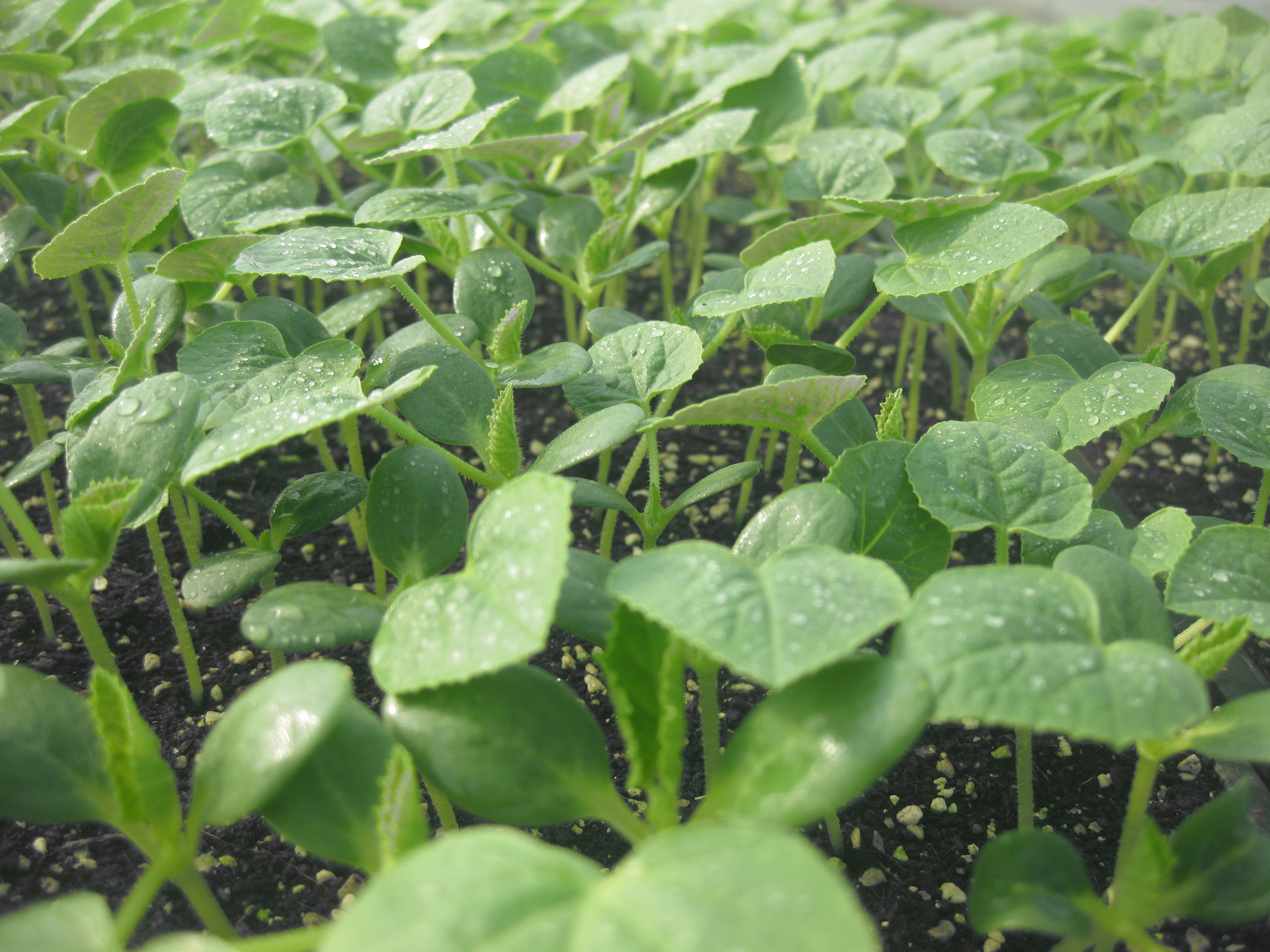
Jeunes plantes (12 jours)
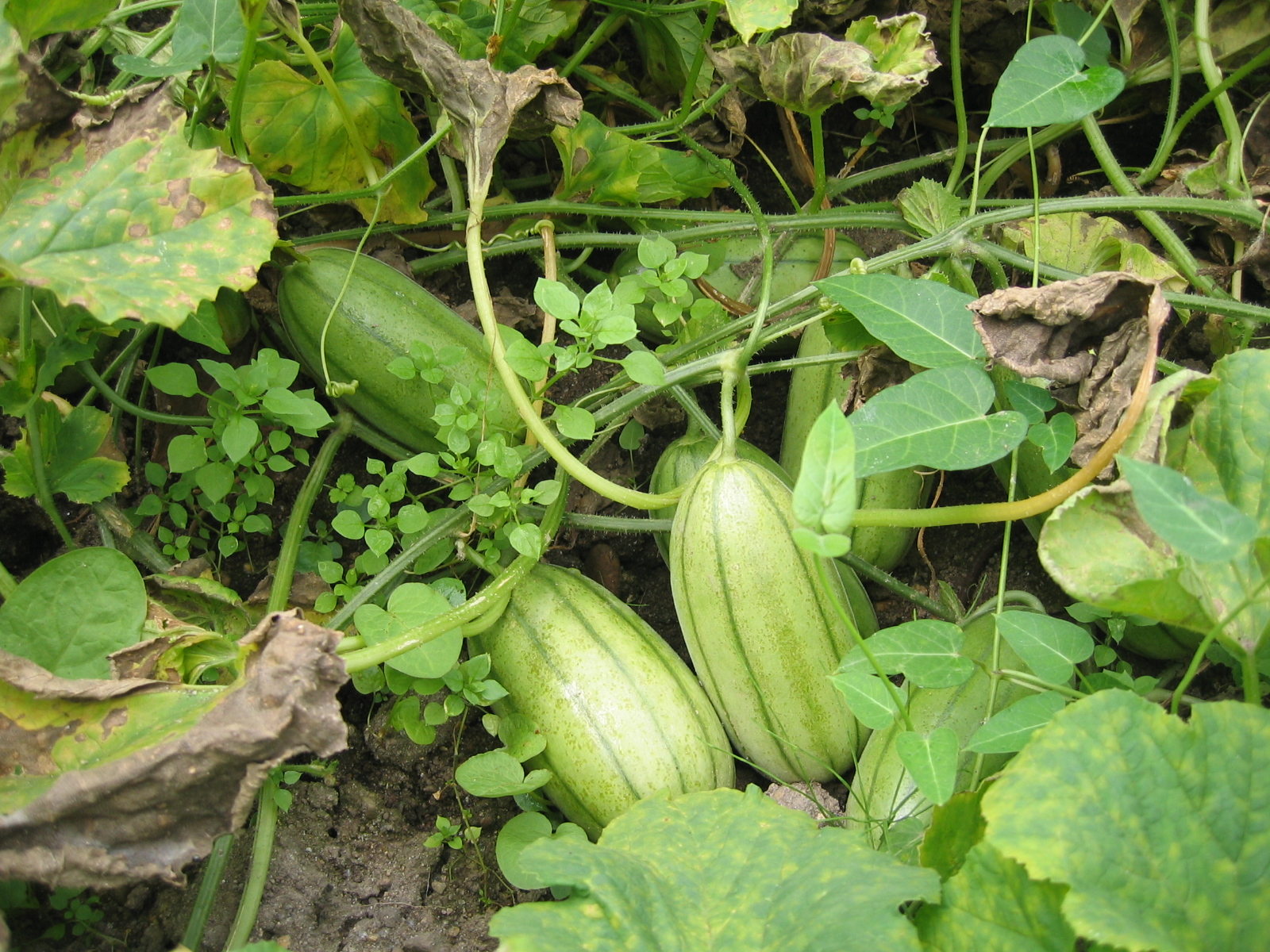
Melons immatures
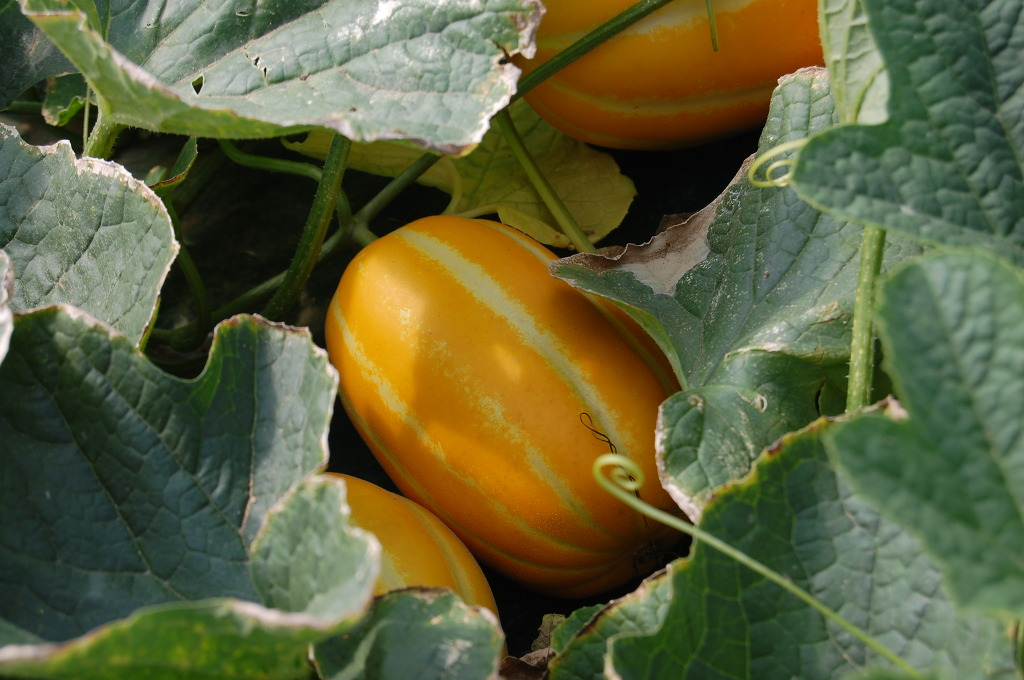
Melons mûrs
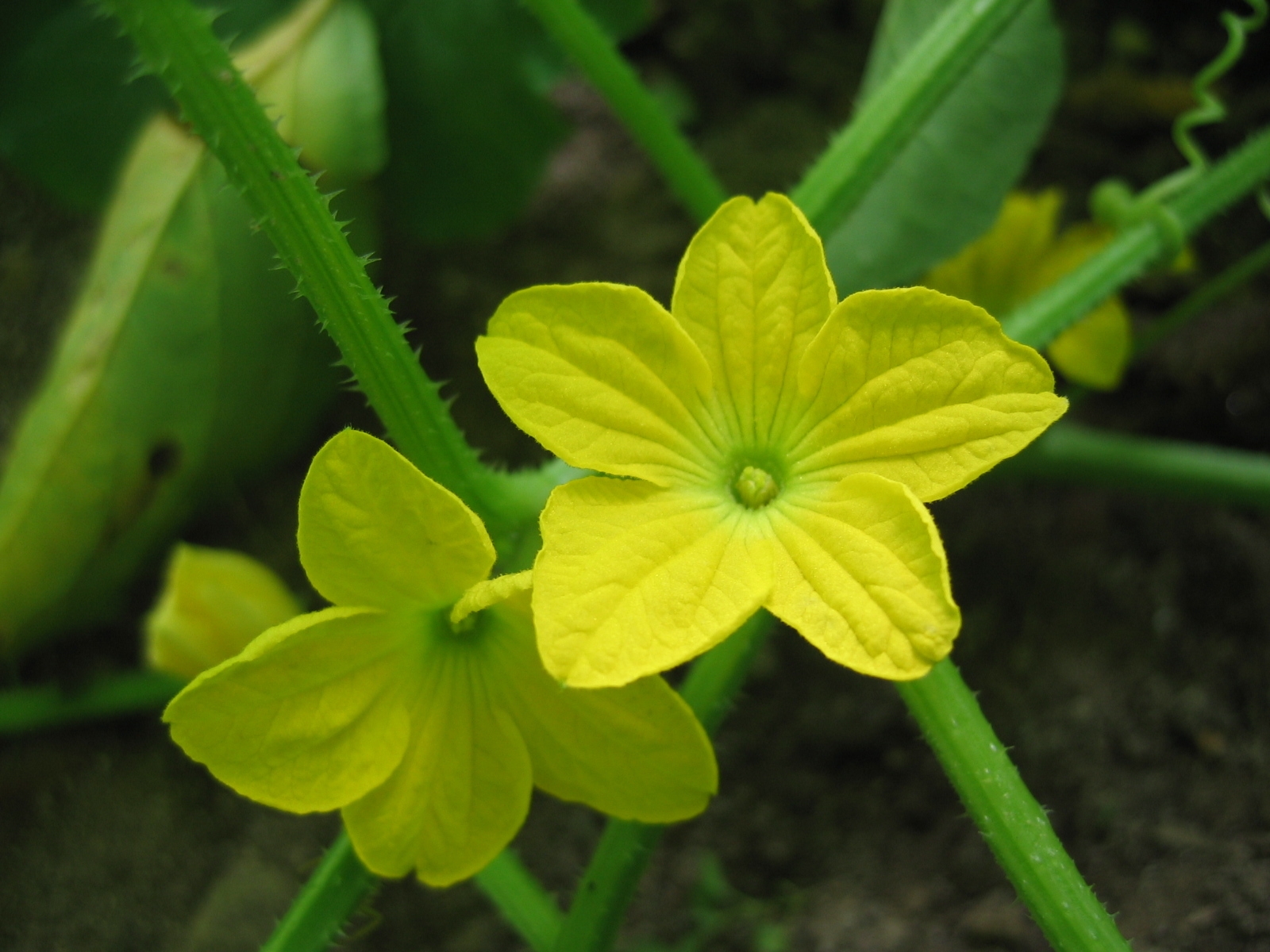
Fleurs
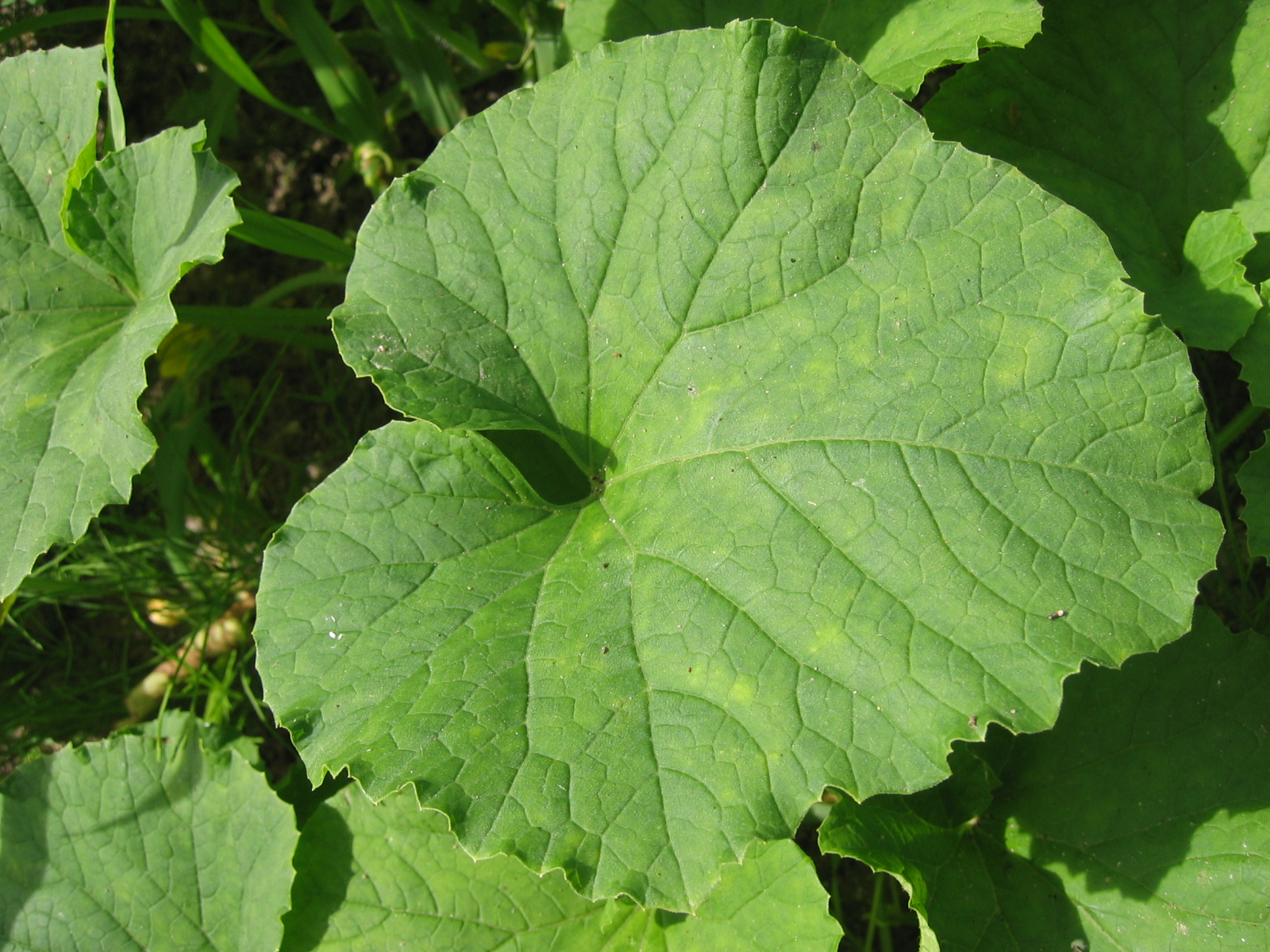
Feuilles
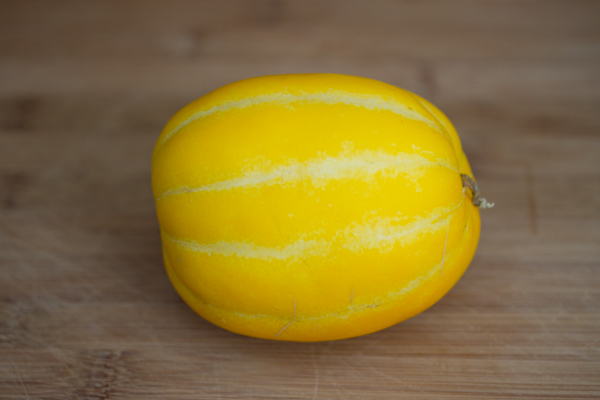
Un melon coréen
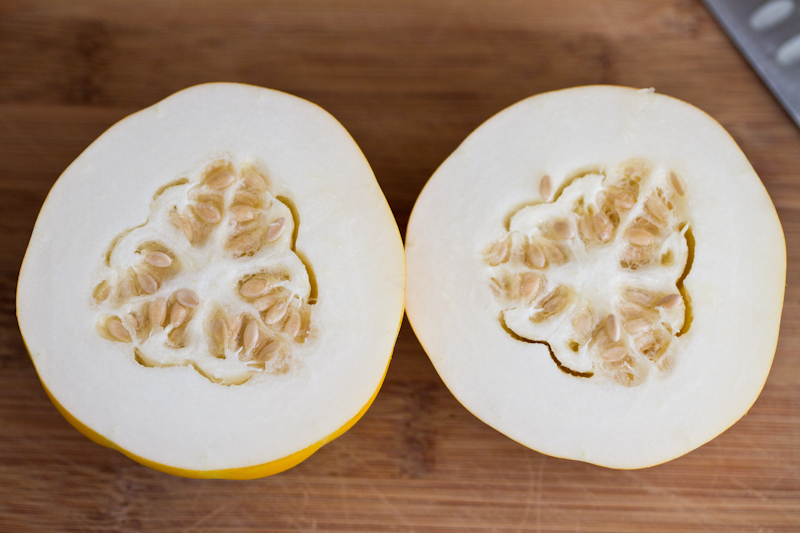
Section transversale
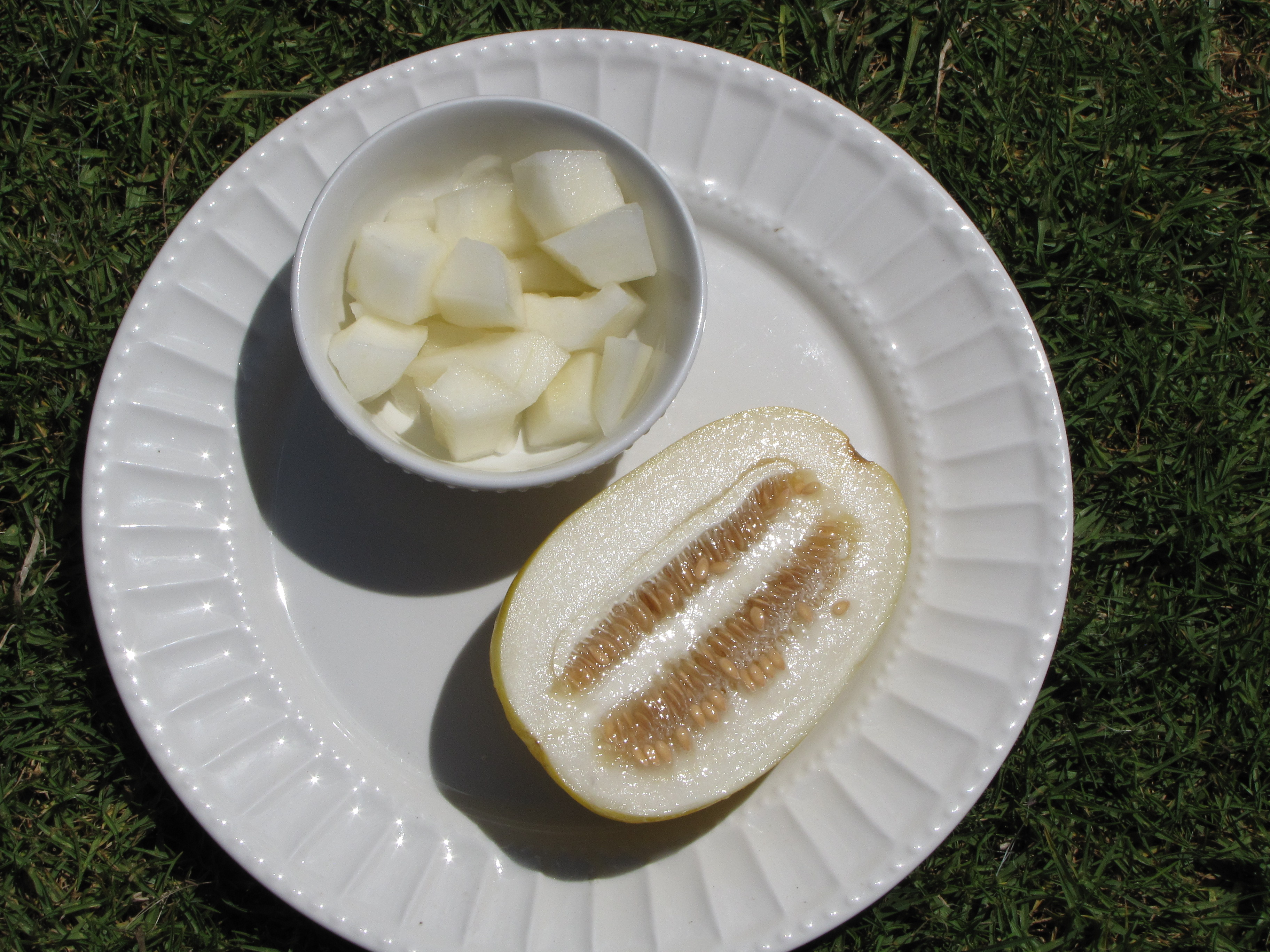
Section longitudinale
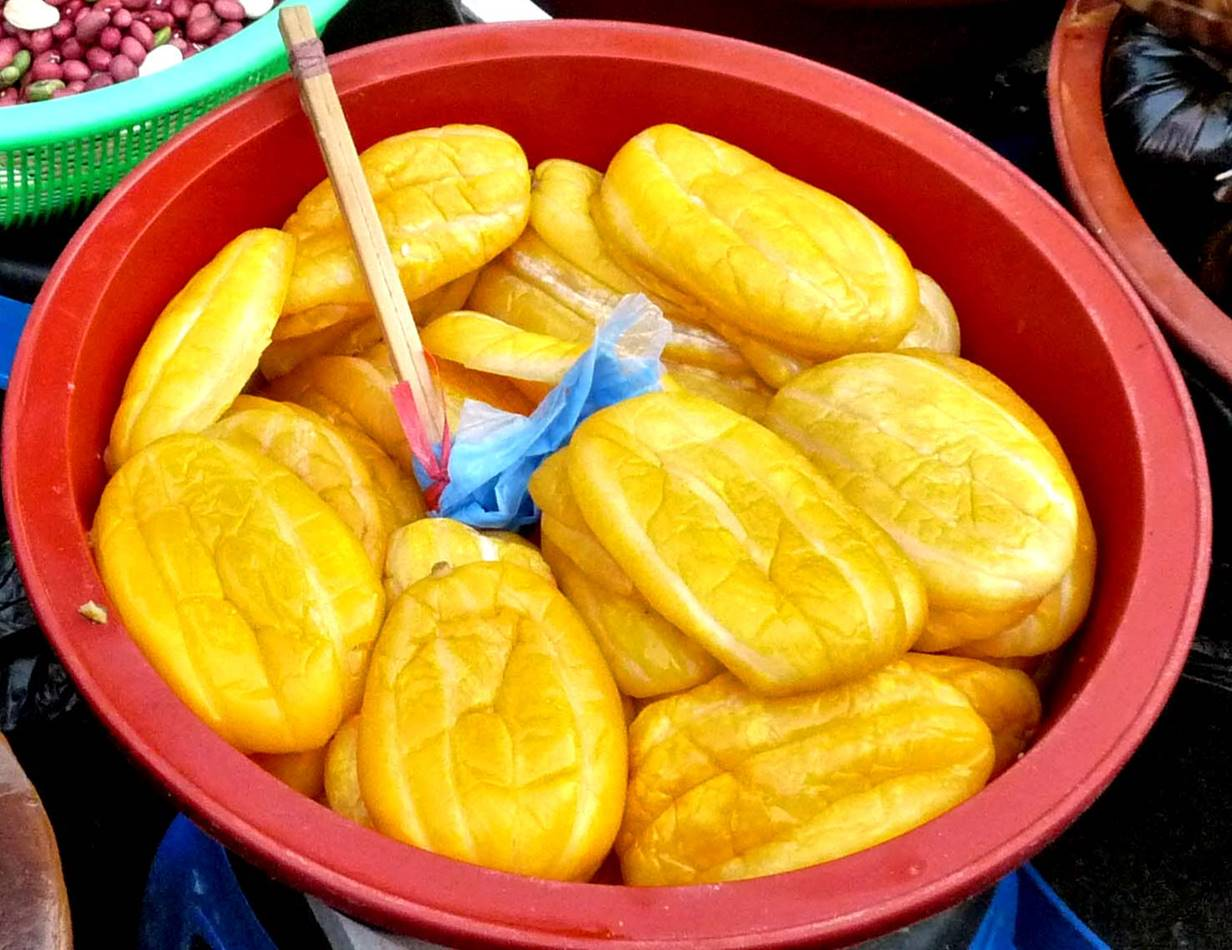
Chamoe-jangajji vendu au Marché de Namdaemun à Séoul
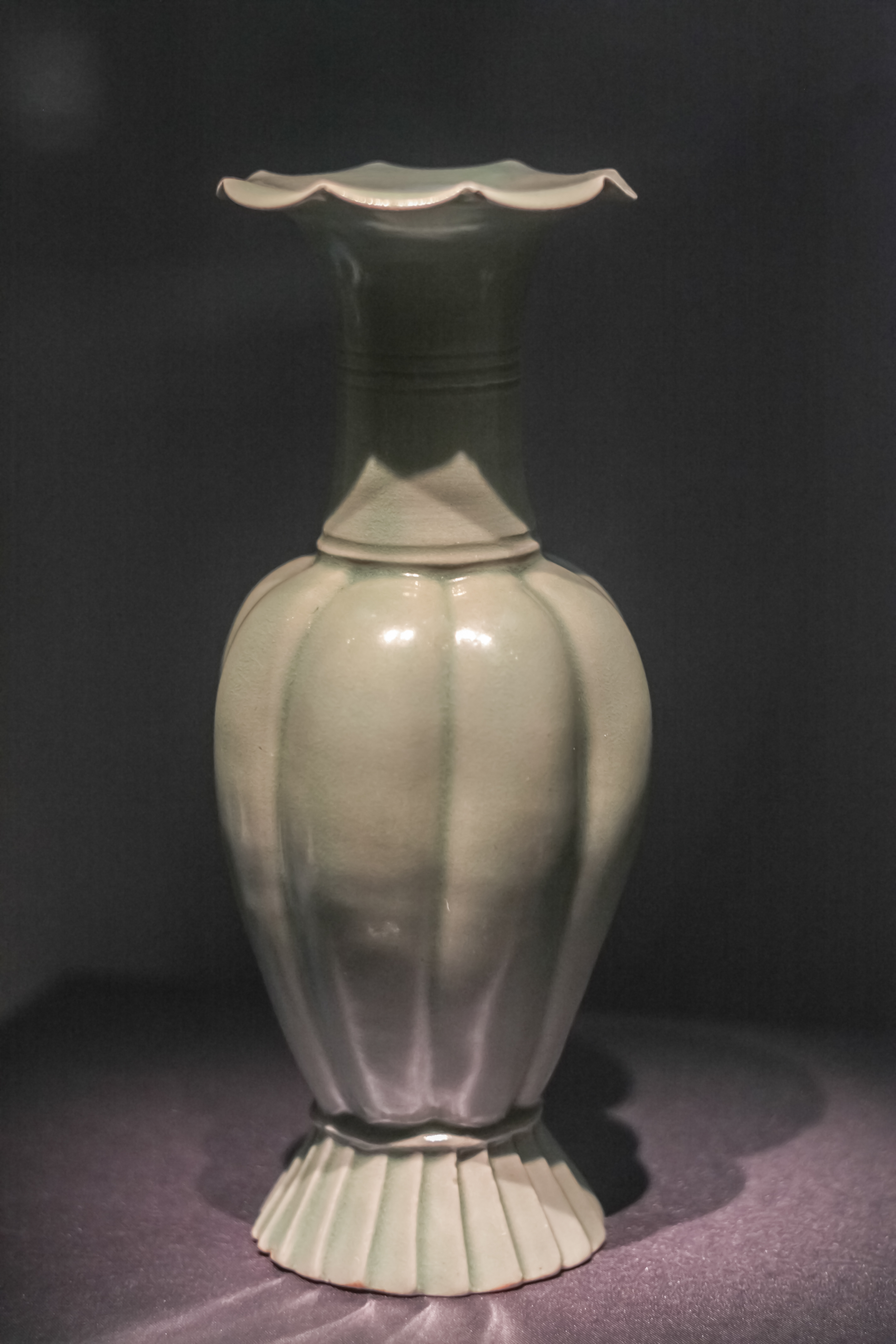
Bouteille céladon en forme de melon, de Goryeo (918–1392), au Musée national de Corée
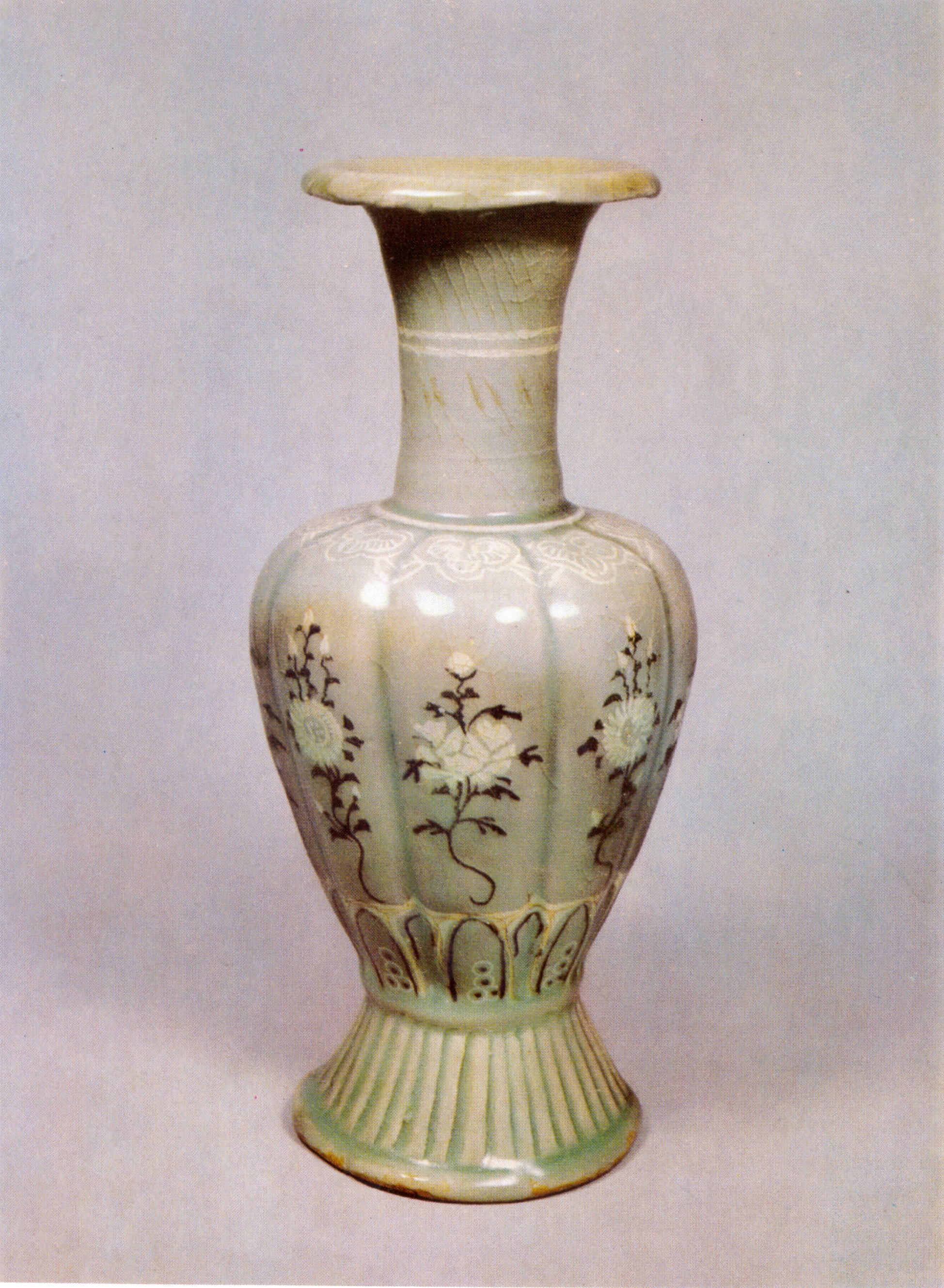
Bouteille céladon en forme de melon avec motif de pivoine et de chrysanthème incrusté, de Goryeo, au Musée national de Corée